# Dukala
Dukale su sve odluke ili naredbe koje je središnja vlast slala iz Mletaka u Dalmaciju. To su pisma dužda, mletačkih vijeća i magistrata zadarskom knezu i kapetanu, pa i generalnom providuru.
Pietro Valier, generalni providur za Dalmaciju, naredio je izradbu zbornika dukala i terminacija. Obje vrste dokukmenata nastale su unutar kneževe i općinske kancelarije.
Poslije duždeve kancelarije u Mlecima, zadarska kancelarija bila je najvažnija kancelarija mletačke države.
U 15. stoljeću u kodeks dukala ulazile su i dukale koje su imale izvršnu naredbu poput visina izvoznih carina, opsega općinskih troškova i slično. Po važnosti nisu usporedive sa statutom i odredbama (reformacijama).
Spisi koji spadaju u ovaj fond su državne odluke, imenovanja, poslove veleposlanika, odnos prema crkvi, kulturu i prosvjetu, naoružanje, arhive, zanate, zakone i odredbe o poljoprivredi, sudstvo, advokaturu, poreze, desetine, javnu dobrotvornost, crkvene beneficije, šume, trgovinu, bratovštine, fondacije, objave rata, javne dražbe, zdravstvo, vojsku, novac, pomorstvo, ribolov, sol i solane, zatim odluke kojima se dogradio zadarski gradski statut, a i statuti većine ostalih dalmatinskih gradova, jer je nastao u uskoj vezi i suradnji s mletačkim organima i duždevom kancelarijom.
Generalni providur donosio je terminacije zakonske snage koje se nisu mogle ukinuti, no starije dukale i terminacije nije mogao ukinuti.